# Svojek
Svojek (en allemand : Swojek) est une commune du district de Semily, dans la région de Liberec, en République tchèque. Sa population s'élevait à 172 habitants en 2021.

## Géographie
Svojec se trouve à 11 km au sud-est de Semily, à 37 km au sud-est de Liberec et à 90 km au nord-est de Prague.
La commune est limitée par Košťálov au nord, par Kruh et Roztoky u Jilemnice à l'est, par Stará Paka au sud-est et au sud, et par Bělá et Libštát à l'ouest.

## Histoire
La première mention écrite de la localité date de 1401.

## Administration
La commune se compose de deux sections :
- Svojek ;
- Tample.

## Transports
Par la route, Svojek se trouve à 8 km de Lomnice nad Popelkou, à 13 km de Semily, à 50 km de Liberec et à 111 km de Prague.